# Paradise (chanson de Nami Tamaki)
Pour les articles homonymes, voir Paradise.
Singles de Nami Tamaki
Lady Mind
(2012) Real
(2013)
Paradise est le 2e single de Nami Tamaki sous le label Teichiku Records, et le 22e en tout, il est sorti le 10 octobre 2012 au Japon. Il sort en format CD et CD+DVD. Il arrive 78e à l'Oricon et reste classé une semaine pour un total de 681 exemplaires vendus.

## Liste des titres
| 1. | Paradise (PARADISE)                | AILI          | Shinichi Osawa | 4:21 |
| 2. | Colors (COLORS)                    | Nona* Iwamura | Oddity         | 3:26 |
| 3. | Paradise (Instrumental) (PARADISE) | AILI          | Shinichi Osawa | 4:21 |
| 4. | Colors (Instrumental) (COLORS)     | Nona* Iwamura | Oddity         | 3:26 |

| 1. | Paradise (Music Video) (PARADISE)             |  |
| 2. | Paradise (Music Video Dance vers.) (PARADISE) |  |